# الحوامدیه
شهر الحوامدیه (به عربی: الحوامدیة) در استان جیزه در کشور مصر واقع شده‌است. جمعیت این شهر ۱۱۳٫۱۲۸ نفر است.